# Curt von Euler-Chelpin
Curt von Euler-Chelpin, född 22 oktober 1918 i Lidingö församling, död 20 maj 2001, var en svensk neurofysiolog. Han var professor i neurofysiologi vid Karolinska institutet 1979–1985. Han var son till Hans von Euler-Chelpin och Beth von Euler-Chelpin.
von Euler-Chelpin grundade Svenska Dyslexistiftelsen (och var dess ordförande från 1989), Svenska Dyslexiföreningen samt dess tidskrift Dyslexi. Han var mottagare av konungens förtjänstmedalj. Curt von Euler-Chelpin är begravd på Norra begravningsplatsen utanför Stockholm.